# Svjetionik Otočić Daksa
Svjetionik Otočić Daksa je svjetionik na sjevernoj strani otočića Daksa, na prilazu luci Gruž, u Dubrovniku.